# Brinktjärnen, Medelpad
Brinktjärnen är en sjö i Ånge kommun i Medelpad och ingår i Ljungans huvudavrinningsområde.